# Antonio Barreca
Antonio Barreca (ur. 18 marca 1995 w Turynie) – włoski piłkarz grający na pozycji obrońcy w Genoi CFC.

## Życiorys
Jest wychowankiem Torino FC. W seniorskim zespole tego klubu grał w latach 2014–2018. Od 4 lipca 2014 do 30 czerwca 2015 był wypożyczony do AS Cittadella. W sezonie 2015/2016 przebywał na wypożyczeniu w Cagliari Calcio. W rozgrywkach Serie A zadebiutował w barwach Torino 18 września 2016 w zremisowanym 0:0 meczu z Empoli FC. Do gry wszedł w 32. minucie gry, zastępując kontuzjowanego Cristiana Molinaro. 10 lipca 2018 odszedł za 10 milionów euro do AS Monaco.